# Flughafen Biarritz

i7
i11
i13
Der Aéroport International de Biarritz Pays Basque (IATA-Code: BIQ, ICAO-Code: LFBZ) liegt zu 75 % auf dem Gebiet von Anglet und zu 25 % auf dem von Biarritz. Bis zum 2. Juni 2015 hieß der Flughafen Biarritz-Bayonne-Anglet. Der Betreiber des Flughafens ist das Syndicat Mixte pour l’Aménagement et l’Exploitation de l’Aérodrome Biarritz Anglet Bayonne.

## Technik am Flughafen
Am Flughafen kann JET A1 getankt werden. Ein ILS Cat I ist auf 09 und 27 vorhanden.

## Geschichte
Der Flughafen wurde zu Beginn des 20. Jahrhunderts erstmals erwähnt. Vor dem Zweiten Weltkrieg beheimatete er den Aeroclub Basque.
Während des Krieges nutzte die Luftwaffe nach dem Ende des Westfeldzuges den Platz. Zunächst war er Ende 1940 Heimat der 2. Staffel der Aufklärungsgruppe 41 und ab Frühjahr 1941 einige Zeit Basis der 2. Staffel der Aufklärungsgruppe 12.
Biarritz war zwischen 1943 und Februar 1944 Stützpunkt der 2. Staffel der Jagdgruppe West und anschließend bis Mitte Mai 1944 noch vom Gruppen-Stab der gleichen Einheit. Die Gruppe war mit Bf 109E/F/G und Fw 190A ausgerüstet.
Später im Jahr 1944 wurde der Flughafen von der deutschen Luftwaffe bombardiert und musste neu aufgebaut werden. Im Jahr 1948 wurde die erste regelmäßige Flugverbindung Biarritz–Paris durch die Société Africaine de Transports Aériens (SATA) aufgenommen. Im Jahr 1962 wurde die Start- und Landebahn verlängert. Der Flughafen bekam 1977 offiziell den Status eines Internationalen Flughafens. Im Jahr 1994 wurde ein neues Terminal mit einer Gesamtfläche von über 6000 m² eröffnet. Der Flughafen will so für eine Kapazität von über einer Million Passagieren gewappnet sein.

## Flugverbindungen
Der Flughafen wird aus dem deutschsprachigen Raum von Basel-Mülhausen, Frankfurt am Main, Köln, München und Zürich aus angeflogen.

## Verkehrsanbindung
Es bestehen regelmäßige Busverbindungen vom Flughafen nach Anglet, Biarritz und Bayonne. In Bayonne steht eine Anbindung an die SNCF zur Verfügung.

## Zwischenfälle
- Am 4. März 1999 geriet eine Boeing 737-228 der Air France (Luftfahrzeugkennzeichen F-GBYA) auf dem Flug von Paris-Charles de Gaulle am Flughafen Biarritz seitlich von der Landebahn ab, wobei das Bugfahrwerk einknickte. Nach weiteren 400 Metern kam das Flugzeug zum Stehen. Von den 97 Insassen kam niemand zu Schaden, die Maschine musste jedoch als Totalverlust abgeschrieben werden.[3]